# انجمن مهندسان مکانیک ایران
انجمن مهندسان مکانیک ایران (ISME)، در سال ۱۳۶۷ توسطِ ابراهیم اسماعیل زاده، مهدی بهادری‌ نژاد، محمد باقریان، تقی ابتکار، اسماعیل حبیب زاده، سعید سهراب‌پور، احمد علی سهرابی، علی اکبر صابری ظفرقندی، حسن ظهور، محسن علیزاده، مهرداد وفائی و فتح الله امی به منظور گسترش مهندسی مکانیک و پاسخگویی به ضروری‌ترین نیازهای اقتصادی و صنعتی کشور تأسیس گردید. پس از تدوین اساسنامه و اخذ پروانه و مجوز فعالیت از وزارت کشور در تاریخ ۶ مرداد ۱۳۷۰ تأسیس انجمن مهندسان مکانیک ایران در اداره ثبت شرکت‌ها و موسسات غیر تجاری تحت شماره ۵۹۵۵ به ثبت رسیده‌است.

## فعالیت‌های انجمن
- کنفرانس سالیانه ملی و بین‌المللی مهندسی مکانیک در بهار هر سال
- برگزاری کنفرانس های سالیانه دانشجویی در پائیز هر سال
- گردهمایی‌های انجمن (هر ماه در دبیرخانه انجمن) و انجام سخنرانی علمی و صنعتی در هر جلسه
- سمینارها و همایشهای تخصصی و عمومی ۱ تا ۳ روزه در دانشگاه‌ها و مراکز صنعتی سراسر کشور
- برگزاری دوره‌های کوتاه مدت آموزشی با استفاده از مدرسین مجرب داخل و خارج از کشور
- تشکیل کمیته‌های تخصصی
- انتشار نشریه پژوهشی مهندسی مکانیک به زبان فارسی و انگلیسی (مورد تائید کمیسیون نشریات علمی کشور) (دو شماره در سال)
- انتشار مجله (دو ماهانه) مهندسی مکانیک
- انتشار کتاب‌های علمی در رشته مهندسی مکانیک
- قبول و اجرای پروژه‌های مورد نظر سازمانهای دولتی و غیره که به انجمن پیشنهاد می‌گردد.
- همکاری با انجمن مهندسان مکانیک آمریکا طی یک موافقت نامه بین دو انجمن
- برگزاری روز مهندسی مکانیک در هرسال
- برگزاری امتحان مهندسی آزموده (PE) برای مهندسان
- برگزار جلسات مشترک اعضای حقوقی و اعضای هیئت مدیره انجمن
- ایجاد شعبه‌های انجمن در مراکز استان‌ها
- ثبت نام اعضا حقیقی و حقوقی
- انتشار ماهانه خبرنامه انجمن
- برگزاری مسابقه خودروی انسانی
- اهدای جوایز در رشته‌های :بهترین مقاله پژوهشی، بهترین دانشنامه در مقطع دکترا و کارشناسی ارشد و کارشناسی
- انتخاب و معرفی استاد برجسته سال
- انتخاب و معرفی مهندس برجسته سال

## شعبه‌ها
- اعضاء شعبه، عضو انجمن مهندسان مکانیک بوده و تابع اساسنامه و مقررات انجمن و متعهد به اجرای آن هستند.
- تأسیس شعبه منوط به اقامت و فعالیت حداقل ۴۰ عضو اصلی انجمن در حوزه جغرافیائی شعبه و تصویب هیئت مدیره انجمن می‌باشد.
- کلیه ارکان شعبه تابع اساسنامه و مقررات انجمن بوده و تصمیمات آن‌ها باید با سیاست و خط مشی‌های اعلام شده از طرف هیئت مدیره انجمن مطابقت داشته باشد.
- در حال حاضر برای انجمن مهندسان مکانیک ایران سه شعبه در شهرهای مشهد، خوزستان و یزد با عناوین «شعبه انجمن مهندسان مکانیک ایران در استان خراسان»، «شعبه انجمن مهندسان مکانیک ایران در استان خوزستان» و «شعبه انجمن مهندسان مکانیک ایران در استان یزد» وجود دارد.
- فعالیت شعب انجمن طبق اساسنامه و آئین نامه تأسیس شعب انجمن می‌باشد.

## عضویت
افراد اگر فارغ‌التحصیل رشته مهندسی مکانیک باشند به عنوان اعضاء اصلی پذیرفته می‌شوند و کسانی که فارغ‌التحصیل در یکی از رشته‌های مهندسی غیر از رشته مهندسی مکانیک باشند به عنوان اعضاء وابسته و دانشجویان شاغل به تحصیل در رشته‌های مهندسی مکانیک به عنوان اعضاء دانشجویی انجمن می‌باشند. آن دسته از اشخاص حقوقی که به‌طور مستقیم یا غیرمستقیم با مهندسی مکانیک سر و کار دارند در صورت تقاضا به عضویت انجمن پذیرفته خواهند شد.